# Das Plakat
Das Plakat var en tysk tidskrift som gavs ut av Verein der Plakat Freunde (föreningen för affischens vänner) under åren 1910-1921 med fokus på grafisk design.
Verein der Plakat Freunde grundades 1905 av tandläkaren Joseph Sachs och Hans Meyer. Det var initialt en förening för personer som samlade på affischer och de verkade för att öka kunskapen om grafisk design. Under denna period grundades ett antal liknande föreningar i Europa men Verein der Plakat Freundes tidskrift Das Plakat var något av ett unikum. Tidskriften undersökte estetiska, kulturella och upphovsrättsliga aspekter av grafisk design och tog bland annat tidigt upp frågor om plagiat. Tidskriften blev en viktig influens, både i Tyskland och internationellt, och dess upplaga ökade från 200 till över 5 000 exemplar.
Att tidskriften blev till berodde främst på föreningens ordförande Joseph Sachs. Under en period hade intresset för föreningen svalnat och i ett försök att flytta fokus ifrån samlandet till att bli en intresseförening för branschen startade man Das Plakat. En orsak till tidskriftens succé berodde mycket på att Sachs kopplade den unge grafiske designern Lucian Bernhard till projektet och det var han som skapade tidskriftens logotyp och blev redaktionens konstnärlige rådgivare.
Utöver att ge ut Das Plakat så fungerade föreningen som rådgivare och jurymedlemmar vid olika formgivningstävlingar. På grund av tidskriftens popularitet så ökade medlemsantalet i föreningen kraftigt. Detta kom att bli ett olösligt problem då föreningsstrukturen inte klarade av alla medlemmarna och det sista numret av Das Plakat gavs ut 1921 och föreningen upplöstes 1922.